# アストロノーカ
『アストロノーカ』は、1998年8月27日にエニックス（現・スクウェア・エニックス）より発売されたPlayStation用育成シミュレーションゲーム。

## 概要
主人公は、宇宙一の農家を目指し宇宙の果ての小惑星に入植してきた宇宙農家（アストロノーカ）。ゲームの最終目的は「全宇宙野菜コンクール」で優勝することであり、そのために宇宙野菜の育成、交配による品種改良、コンクールへの出品および野菜を食い荒らす害獣・バブーの退治を繰り返すこととなる。『コスモぐらし 〜オンライン的野菜生活〜』によれば、本作の時代設定は26世紀。
ゲームの遊び方やヒントなどは、ゲーム内の仮想ネットワーク「アストロネット」の電子掲示板や、頻繁に届く電子メールなどから入手できる。「種の交配」および「トラップに対応したバブーの進化」にはAIが用いられており、種やバブーはメモリーカードを介して他プレイヤーと交換することが可能（種の交換にはある条件を満たす必要がある）。2008年6月よりゲームアーカイブスで配信が開始された。
なお、『スターオーシャン セカンドストーリー』（1998年7月30日発売、品番：SLPM-86105）に本作の体験版が付属した。また本作には『いただきストリート ゴージャスキング』の体験版が付属する。

## ストーリー
究極の野菜「アストロキング」を作るため、ニッカポッカ星系テンガロン地区のとある小惑星にやって来た主人公。畑を荒らしに来るバブーに負けず、今日も農業用ヘルパーロボットのピート君と農作業に励む。

## 登場人物
主人公
宇宙一の農家を目指す宇宙農夫。セリフは一切ない。
農林ピート1号
主人公をサポートする農業用ヘルパーロボット。通称・ピート君。性格はとても穏やかで、主人公をダンナさまと呼ぶ。改造することで、交配時の予測精度やバブーの分析能力が向上する。
ペドロ
ベテラン行商人。宇宙を駆け巡りバブー用のトラップを調達してくれる。主人公の資質に最初に気づいた人物でもある。南国生まれで寒さは苦手。

### 主人公のライバル
ピーカン星のヤマダ
主人公と同時期に農業を始める。誠実で人柄も良いため人気がある。農業技術も着実に向上させ、終盤ではシャルルと並ぶ強敵となる。
大金持ちのシャルル
本名はシャルル・キノシタ。名門かつ星系ナンバーワンの富豪・キノシタ農場の後継者。幼少の頃から交配マシンを使いこなした天才で、人を見下した態度をとることが多い。父は全宇宙野菜コンクール準優勝。
キタムラ
農業は好きではなかったが、母に勧められ始める。後に堅実な農夫に成長する。
テンガロン村のフレッド
村で人気のハンサムボーイ。野菜の質もなかなか良い。
アブドゥル・ドゥバ・ドバド
ゴボウ玉をこよなく愛し、無関係のコンクールにもゴボウ玉を出品する変わった農夫。『コスモ暮らし』のゴボウ玉の解説によると、ゴボウ玉を愛し続け、ついには結婚したらしい。
カボチャのガルシア
アブドゥルと同様に、「火星カボチャ」だけを愛する農夫。しかし火星カボチャのコンクールはない。
ビッグマン・ジョニー
野菜の大きさにこだわる農夫。大きさ以外には無頓着で、バブーにかじられた傷物の野菜を出品して酷評されたことがある。
火星出身のテンタクル
6本の手足を駆使し農作業を行う。堅実な交配ぶりに定評がある。
イワダラケ星のゲンジ
「シマイモのヤマさん」の弟子で、「種まきゲンちゃん」の異名をとる。師匠譲りの気合いと勘頼みの農業を実践し、科学的手法をとるドクター・スミルノフと反目しあう。
燃える男、ボブ
「交配の鬼」の異名をとる農夫。
農業界のアイドル、フラニー
イチゴブドウの第一人者。キャッチコピーは「かわいい顔して実力派」。
パンタロン町のリー
パンタロンに住む新婚の農夫。妻は外宇宙の出身。
栄養士ヨネヤマ
栄養士と薬剤師の資格を持つ技巧派農夫。ドクター・スミルノフとは互いにライバルと認め合う。
ドクター・スミルノフ
科学と農業の融合を目指す科学者農夫。栄養士ヨネヤマは永遠のライバルであり、イワダラケ星のゲンジとは犬猿の仲。
外宇宙から来たPS-T5
怪しい鉄仮面で顔を隠した農夫。腕は確かで、パンタロン最強の呼び声も高い。
さすらいの農夫、アーニー
作り出す野菜の美しさは絶品。星系外から参加。
闇の農夫、ポイズナー
ダークサイドからやってきた刺客。「最悪野菜コンクール」ではバルタンを追い詰めた。星系外から参加。
謎の美女、ジェニファー
女性農夫。上級コンクールによく出場する。男性人気は高いが、アブドゥルが一番好みのタイプと男性の趣味は若干ズレている。
覆面農夫、キラーX
謎につつまれた正体不明の農夫。農夫ランキングの上位常連。
賞金稼ぎ、テムジン
バルタンを抑えてトップに躍り出た実力者。星系外から参加。
ソンブレロの英雄、バルタン
天才農夫と恐れられる実力者。農夫ランキングでは常にトップクラスに位置する。

### その他
ご隠居
「シマイモのヤマさん」の異名をとった老人。45年の農業生活に終止符を打ち、テンガロン村で隠居生活を始めた。不要になった交配マシンを主人公に有償で譲ってくれる。主人公のライバルであるシャルルの父親とは知り合いらしい。
コールテン博士
交配マシンの宇宙的権威。マシンの改造を有償で引き受ける。
ミスター・キムラ
主人公の星から約1万キロ離れた小惑星で農業をしている。入植直後の主人公に応援のメールを送ってくる。
エミリー
主人公のファン第1号。時々ファンレターが送られてくる。
ファンクラブ
主人公のファンクラブ。時々活動状況レポートが送られてくる。主人公の活躍にあわせて規模を拡大させていくが…。
怪傑ナゾロ
主人公にメールでアドバイスをくれる正体不明の人物。語尾に「ナ」や「ゾ」がついている。正体はエンディングで明かされる。

## システム
舞台となるニッカポッカ星系は23世紀に建設された人工太陽ニッカポッカと惑星・ソンブレロ、そして無数の小惑星からなる。宇宙農業発祥の地であり、宇宙有数のハイレベルな農業エリアとなっている。1ヶ月は28日（7日×4週間）、6ヶ月で1年（つまり1年は168日）となる。また四季がある（春：1月、夏：2・3月、秋：4月、冬：5・6月）。通貨単位は「ゼニー（z）」。
コンクールは基本的に日曜日に開催される。当初はテンガロン村のコンクール（第3日曜日開催）しか参加できないが、実績を積むことによりパンタロン町（第1・2日曜日開催）およびソンブレロ市（第4日曜日開催）のコンクールにも参加できるようになる。なお、「全宇宙野菜コンクール」は特別会場であるアストロドームで開催される。
1つの畑には種を6つ蒔くことができる。畑は3つまで増設できるが、非常に固い地質のため、開墾は専用の機材を有する宇宙農協に依頼する必要がある。また、ピートは農業ロボット協会に、交配マシンはコールテン研究所に依頼してバージョンアップすることが可能。

### 宇宙野菜
宇宙野菜はA・B・C各科12種、合計36種類で構成される。A科は銀河辺境で、B科は太陽系周辺で、C科は外宇宙で改良された野菜である。地球上の野菜をもとに作られたものが多いが、改良の結果見た目や味はオリジナルとはかなり異なる。それぞれの野菜は「大きさ」「重さ」など10種類（基本6種、特殊4種）ある属性のうち、1もしくは2を有する。なお、一部の野菜は特定の季節にのみ栽培可能。野菜の成長は「成長中」「成熟」「完全成熟」の各段階に分かれ、「成熟」状態で収穫が可能になり、「完全成熟」状態では野菜に加えて種を3つ収穫できる。成長速度は種類によって異なり、早いもので3日、遅いものは14日かかる。
収穫もしくは購入により入手した種は交配に用いる。交配は任意の種を2つ掛け合わせて行う。交配の結果はランダムであり、片方の野菜に属性の引き継ぎや変動をもたらす場合、新種の野菜へ変化する場合、失敗し種を失う場合に分かれる。属性にはプラスだけでなく、マイナスのものもあり、たとえば「大きさ」の場合はプラスにするほど大きく、マイナスにするほど小さくなる。また、「栄養」のパラメータの場合、プラスにすると「不老不死」といった効果が付与される一方、マイナスにすると「即死注意」といった効果が付与される。
交配前にピートの予測がコメントされるので、プレイヤーはそれを基に判断することになる。各属性の数値は交配するごとに変化し、100単位で数値が固定化される（例えば、属性数値が+99から+100へ上がった野菜は以後+100より下にはならない）。数値の変動幅は-200〜+300だが、初期段階で手に入る野菜種は-100〜+200となっている。属性の値が高いほど野菜としての価値が高くなり、当然売却価格も高くなる。なお、マイナスの属性が強化された野菜もレア物として高値で取引される。
種には「強化種」「ゴールデン強化種」というものも存在する。「強化種」は野菜の属性値を1〜3つあげるもので、属性値を上げたい野菜と交配するだけで簡単に数値があがる。ただし、これを使用すると「ピュア野菜」ではなくなるというデメリットがある。ある場所で高値で販売されているほか、一定条件を満たした野菜を交配すると手に入ることがある。また「ゴールデン強化種」を用いると一代限りでゴールデン野菜となり、コンクールに出品した場合ボーナス点が加算される。市販はされておらず、入手困難な種である。
| A科 - 穴ホウレン草 - ニラクラウン - 透明キャベツ - ウキウキパセリ - カリフラボール - 宇宙マメ - ホタル唐辛子 - 真空ワカメ - 月面コンブ - チンゲンツリー - 妖精ピーマン - 水晶ハーブ | B科 - シマイモ - 星カブ - 腰かけレンコン - コスモニンジン - タマネギボム - イモ球 - ゴボウ玉 - 火星カボチャ - トゲガーリック - カブトタケノコ - 冥王マツタケ - 貴婦人 | C科 - トマトニアン - 電灯キューリ - 土星ナス - ドームメロン - ひよこレモン - ロウソクコーン - 砲丸ピーチ - イチゴブドウ - 光速パイン - スイカタワー - 銀河ドリアン - アストロキング |

### バブー
宇宙野菜を狙い畑にやってくる害獣であり、全部で16種類存在する。見た目は可愛いが、畑を荒らされると野菜が傷物となり、ひどい場合は枯れてしまう。
複数匹で襲来する日もあれば、現れない日もある。また、なぜか祝日や日曜日には現れない。プレイヤーは畑に現れるバブーの特徴を事前に確認することができる。
バブーは畑の前に仕掛けたトラップで退治することが可能であり、バブーを撃退すると「芸術点」が得られ、芸術点は野菜の育成状態に反映される。撃退時には「バブーの羽」というアイテムが手に入ることがある。やってきたバブーは全て記録され、捕獲したバブーは観賞用に1匹だけストックしておくことができる。
序盤で使えるトラップの種類は限られているが、ゲームを進めると使えるトラップの種類が増える。ただし、トラップはいずれも電力を消費するため、電力供給量の範囲内でトラップを選択し配置する必要がある。
バブーの思考・行動アルゴリズムには進化論の要素を取り入れた人工知能が搭載されており、同じトラップを多用すると学習してそのトラップにかかりにくくなるなど、遺伝的アルゴリズムにより進化する。従って強力なトラップの多用は、バブーの能力の飛躍的な向上に繋がる。
バブーには内部パラメータとして、様々な行動を司る遺伝子コードが埋め込まれている。上記のトラップに対して、バックグラウンドでは同時に20個体のバブーによるチャレンジのシミュレーションが繰り返され、トラップのクリア度が評価される。この評価点に基づいて遺伝子コードの選抜が行われ、一日あたり約5世代分バブーが進化する。この手法によってバブーはプレーヤーが仕掛けたトラップをクリアできるよう進化していき、進化によって姿が変化していく。たとえば落とし穴を使い続けた場合はバブーのジャンプ力が上がり、最終的にはバブーに羽が生える。
| - バブバブー - バブニー - バブチャカ - バブール - バブロン - バブボーン | - バブトット - バブチル - バブックス - バブペリ - バブティーナ | - バブモル - バブロック - バブーシカ - バブープ - バブトロン |

## スタッフ
- 原案・総合ディレクター - 森川幸人（ムームー）
- ゲームデザイン - 森川幸人、野間口修二、藤野ゆみ
- 脚本 - 野間口修二
- アートディレクター・バブーデザイン - 白佐木和馬
- 音楽 - 神保直明
- プロデューサー - 齊藤陽介
- エグゼクティブプロデューサー - 千田幸信、本多圭司

## 関連商品
アストロノーカ 公式ガイドブック 明るいファーマーブック
発売日：1998年9月 / 発行：エニックス ISBN 4-87025-330-5
アストロノーカ パーフェクトガイド
発売日：1998年9月14日 / ソフトバンク（The PlayStation BOOKS） ISBN 4-7973-0731-5
アストロノーカ めざせ!宇宙NO.1の農家
発売日：1998年10月 / 集英社（Vジャンプブックス ゲームシリーズ） ISBN 4-08-108086-0
アストロノーカ Original Soundtrack
発売日：1998年9月2日 / 発売：メディアリング / 品番：MGCD-1063

## 評価
Gamerの山口浩介は異色な雰囲気からは想像もつかないぐらいゲーム性が高いと評価している。